# Războaiele civile romane
Războaiele civile romane au fost o serie de lupte pentru putere purtate de diferite facțiuni ale republicii romane târzii sau ale imperiului roman.

## Republica Romană târzie
- 91 î.Hr.-88 î.Hr. război social între Roma și națiunile italiene aliate, victorie romană.
- 88 î.Hr.-87 î.Hr. între suporterii lui Lucius Cornelius Sulla și forțele lui Gaius Marius, victorie pentru Lucius Cornelius Sulla
- 83 î.Hr.-72 î.Hr. revoltă în provincia romană Hispania Baetica-Hispania Tarraconensis, condusă de proconsulul Quintus Sertorius, victorie pentru Lucius Cornelius Sulla
- 82 î.Hr.-81 î.Hr. al doilea război civil între suporterii lui Lucius Cornelius Sulla și cei ai lui Gaius Marius, victorie pentru Lucius Cornelius Sulla
- 78 î.Hr. revolta consulului Marcus Aemilius Lepidus, victorie pentru Lucius Cornelius Sulla, victorie pentru Senatul Roman
- 63 î.Hr.-62 î.Hr. Conspirația lui Catilina, victorie pentru Senatul Roman. (Lucius Sergius Catilina, 108 î.Hr.–62 î.Hr., a fost un politician roman)
- 49 î.Hr.-45 î.Hr. Războiul civil roman al lui Cezar contra republicanilor conservatori, victorie pentru Iulius Cezar.
- 44 î.Hr. (după Războiul civil roman al lui Cezar) S-au dus lupte între armata senatului (condusă prima dată de Cicero și apoi de Octavian) și armata lui Marc Antoniu, Lepidus și aliații lor. Victorie pentru Cezar.
- 44 î.Hr.-42 î.Hr. Războiul civil al eliberatorilor, între Al doilea Triumvirat și Liberatores, Brutus și Cassius, asasinii lui Cezar. Victorie pentru Al doilea Triumvirat.
- 44 î.Hr.-35 î.Hr. Revolta siciliană, între Al doilea Triumvirat și Sextus Pompeius, fiul lui Pompei. Victorie pentru Al doilea Triumvirat.
- 41 î.Hr.-40 î.Hr. Războiul civil roman al lui Fulvia între forțele lui Lucius Antonius și Fulvia Antonia (fratele mai mic și soția lui Marc Antoniu) și Octavian. Victorie pentru Octavian.
- 32 î.Hr.-30 î.Hr. Ultimul război al republicii romane, între provinciile din Vest (aflate sub comanda lui Octavian și Agrippa) și cele din Est (sub comanda lui Marc Antoniu și Cleopatra). Victorie pentru Vestul imperiului.

## Imperiul Roman
După anul 30 î.Hr. Republica a fost unificată sub conducerea lui Octavian. În 27 î.Hr. Octavian a primit titlul de Augustus din partea senatului. Aceste două date sunt considerate ca semne ale sfârșitului Republicii și nașterii Imperiului Roman.
Perioada de conducere de către Cezari a fost cunoscută sub numele de Pax Augusti (Pacea Augustă) și a fost începutul erei cunoscute sub numele de Pax Romana; (Pacea Romană).
- 68-89 Următorul război civil a fost după sinuciderea lui Nero în 68 d.Hr., un an înainte de anul celor patru împărați: Galba, Otho și Vitellius înainte de ascensiunea finală la tron a lui Vespasian.

Până în 193, anul celor cinci împărați, a fost o nouă perioadă de pace și prosperitate. Dar împăratul Commodus este asasinat de Anul Nou 193, pe 31 decembrie 192, iar pe 28 martie 193 Pertinax este executat de Garda Pretoriană.
- 193-197 Cei cinci împărați care au dus lupte civile au fost Pertinax, Didius Julianus, Pescennius Niger, Clodius Albinus și Septimius Severus. Albinus se declară împărat în 195, dar este învins de Septimius Severus în Bătălia de la Lugdunum, 19 februarie 197.

- 238, Bătălia de la Cartagina. Este anul celor șase împărați - Senatul Roman numește patru împărați Gordian I (s-a sinucis când a aflat că fiul lui a murit în luptă), Gordian al II-lea (ucis în bătălia de la Cartagina, pe 12 aprilie), Pupienus, Balbinus (ambii uciși de Garda Pretoriană) pentru a se lupta cu Maximin Tracul (ucis de propiile trupe). După asasinarea lui Pupienus și Balbinus devine împărat Gordian al III-lea.

- 284–285 Război civil între Dioclețian și Carinus - victorie pentru Dioclețian.

- 306-324 Războaie civile din Tetrarhie, între împărații Imperiuluiui Roman, începând cu uzurparea lui Maxentius și înfrângerea lui Severus, și se încheie cu înfrângerea lui Licinius în fața lui Constantin I.

- 350-351, între Constantius al II-lea și Magnentius - victorie pentru Constantius.

- 360-361, între Constantius al II-lea și Iulian Apostatul - victorie pentru Iulian Apostatul.

- 387-388, între Teodosiu I și Magnus Maximus - victorie pentru Teodosiu I.

- 394, între Teodosiu I și Arbogast - victorie pentru Teodosiu I.

- 976–989: Revoltele lui Bardas Phokas și Bardas Skleros din Anatolia contra lui Vasile al II-lea al Bizanțului - victorie pentru Vasile al II-lea Bulgaroctonul

- 1321, 1322, și 1327–1328 războaie bizantine civile, între Andronic al II-lea Paleologul și Andronic al III-lea Paleologul - victorie pentru Andronic al III-lea Paleologul

- 1341–1347, războaie romane civile între Ioan al V-lea Paleologul și Ioan al VI-lea Cantacuzino și Matei Cantacuzino

- 1373 Revolta lui Andronic al IV-lea Paleologul

- 1453 Revolta din Morea